# Newsboys Remixed
Newsboys Remixed é o primeiro álbum de remixes da banda Newsboys, lançado a 24 de Setembro de 2002.
O disco contém remixes das mais populares músicas da banda, bem como novas versões de faixas do último álbum de estúdio, Thrive.

## Faixas
1. "It Is You" (UK mix) – 6:58
2. "Joy" (let's be frank mix) – 6:36
3. "Lord" (Father B. mix) – 4:12
4. "Million Pieces" (a million and one mix) – 3:52
5. "Beautiful Sound" (below the radar mix) – 4:57
6. "Thrive" (Is that James dancing? mix) – 4:33
7. "Good Stuff" (NYC mix) – 4:57
8. "Fad of the Land" (lounge mix) – 4:25
9. "Entertaining Angels" (O2R mix) – 3:56
10. "Shine" (YZ250F mix) – 3:41
11. "Love Liberty Disco" (all mixed up mix) – 5:37
12. "Rescue" (Helmet mix) – 6:07
13. "Mega Mix" – 8:02

## Tabelas
Álbum
| Tabela (2002)              | Posição |
| -------------------------- | ------- |
| Top Contemporary Christian | 21      |